# Гагаузи в Бразилії
Гагаузи в Бразилії — одна з діаспор гагаузів. Значна кількість проживає в Сан-Паулу.

## Історія

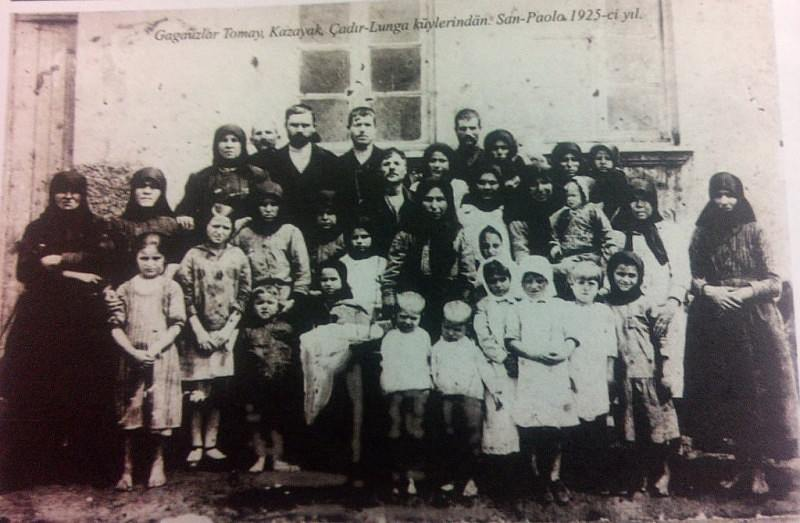
1925 рік

Масова міграція гагаузів до Аргентини і Бразилії почалася у 1922 році, коли Бессарабія перебувала під владою Румунії.

## Відомі особистості
- Дмитро Дьяков — уродженець села Кірієт-Лунга, в честь нього названа одна з вулиць Сан-Жозе-дус-Кампус.
- Афанасіо Язаджи — журналіст.